# NGC 6521
NGC 6521 ist eine 12,4 mag helle cD-Galaxie mit aktivem Galaxienkern vom Hubble-Typ E2 im Sternbild Drache am Nordsternhimmel. Sie ist schätzungsweise 377 Millionen Lichtjahre von der Milchstraße entfernt und hat einen Durchmesser von etwa 175.000 Lichtjahren.
Im selben Himmelsareal befinden sich u. a. die Galaxien NGC 6512 und NGC 6516.
Die Typ-Ia-Supernova SN 2009hs wurde hier beobachtet.
Das Objekt wurde am 27. Oktober 1861 von Heinrich d’Arrest entdeckt.